# Symbiezidium barbiflorum
Symbiezidium barbiflorum là một loài Rêu trong họ Lejeuneaceae. Loài này được (Lindenb. & Gottsche) A. Evans miêu tả khoa học đầu tiên năm 1908.